# Aliria Morales
Aliria Morales (18 de marzo de 1950) es una artista mexicana, quien trabaja en varios medios, incluyendo la creación de vestidos artísticos. Su trabajo ha sido reconocido con una membresía en el  Salón de la Plástica Mexicana y varios premios.

## Vida
Su interés comenzó desde su niñez. Cuando ella tenía 13 años, su tío la llevó a una exhibición de arte en el Salón de la Plástica Mexicana, diciéndole que era ahí donde se exhibían las mejores piezas. Ella dijo en ese momento que quería ser un miembro más de ese lugar.
Sin embargo, su familia sólo le permitió estudiar brevemente negocios antes de que ella se casara. La artista afirma que su lucha "contra el mundo" continuó después de su matrimonio ya que su esposo también era tradicional al igual que su padre. No obstante, ella encontró la forma para estudiar teología y también pintura, pagando por las clases ella decía nosotros somos para las 3 parejas de niños pero realmente para ella sola. Finalmente en el año de 1989, ella tuvo la oportunidad de hacer algunos estudios profesionales con el acuarelista Gustavo Alaniz durante dos años, dibujando drawing paisajes de carbón y después trabajando en pasteles. Otros maestros han incluido Robin Bond, José Hernández Delgadillo y Laura Elenes.
Morales fue capaz de establecer una exitosa carrera artística, incluso pudo ganar lo suficiente para ayudar a su familia y su marido que estaba enfermo. Sin embargo, su matrimonio  terminó después de veintiocho años. Después del divorcio ella hizo un posgrado en el "arte de curar" dirigido por la psicóloga Patricia Crast. El estudio dio como resultado una exhibición llamada “Ocho conjuros para sanar el alma”, una colección de vestidos hechos a mano para representar las dificultades en su vida. Desde ese entonces, la colección ha sido presentada en la Ciudad de México, Costa Rica, Nueva York y varios países de Europa.(hallan)
Actualmente, Morales vive en Lomas de Occipaco barrio de Naucalpan, Estado de México.

## Carrera
Morales ha expuesto en varias partes de México así como en el extranjero. Sus notables exposiciones incluyen, "Le Couleur du Mexique", Paris, 2002; "¿Quién es el que anda aquí?", Chicago, 1999, y "Ocho conjuros para sanar el alma," que recorrió México en el año 2010. Ella participó en el Tercer Diálogo Visual en Assisi, Italia 1995, y realizó exposiciones en la galería de la Estación de Casa y Cultura de Sofía, Bulgaria (1994), el Instituto Fernández de Fez en Marruecos, Granada, Spain (1997), Ciudad Universitaria (1997), Casa Lamm Cultural Center (1998), el MGM Grand Las Vegas (1999), Florence Biennale, Italia (1999), Llorona Gallery en Chicago (1999-2000) y la Galería Pedro Gerson en la Ciudad de México (1998, 2000), la Universidad del Claustro de Sor Juana (2009), y una exhibición de una serie de altar en el Salón de la Plástica Mexicana que tomó seis años en hacerla, en parte porque las invitaciones viajaban de Argentina a Cuba.
Uno de sus trabajos fue publicado en la portada de Reader’s Digest in 1996.
Ella ha hecho varios murales en los hospitales de la red Los Ángeles en México y algunos en el extranjero incluyendo "Catedrales" en San Fernando del Valle de Catamarca, Argentina y “La danza de la vida” en Santiago de Cuba en 2009. Ella regresó a Cuba en el año 2010 para instalar un objeto de arte y una exhibición relacionada con el  Bicentenario de México.
Su trabajo ha sido reconocido con varios premios que incluyen la Mujer del Año de Tlalnepantla en la categoría de artista en 1999 y en segundo lugar “Un poemas a Sabines” en la competencia del 2000. También en el 2000, ella fue la única mujer inducida de cada diez nuevos miembros del Salón de la Plástica Mexicana.   En I2013, el Centro Cultural del México Contemporáneo (CCMC) celebró una retrospectiva de su trabajo y en ese mismo año fue llamada "La Mujer del Año" del Estado de México.

## Arte
Su trabajo ha sido dividido en dos fases.  En la primera, su trabajo es marcado por un fuerte patriotismo por México. La segunda es más místico y revelde. Su ente místico se ha visto en exposiciones individuales como "La piel de dios", "De los jardines amantes", "Secreto de piedra,"  "Piel adentro" "In lak´ ech a lak" y"Talismanes". En un número de trabajos, el cuerpo humano ha sido obscurecido en la obscuridad, la textura grasa y el color, visto en un homenaje a Elizabeth Catlet, Lamento de un blues azul y Aún en las noches más largas. Ella también ha creado obras relacionadas con la tragedia como el Terremoto de 1985 en la Ciudad de México y una explosión en San Juanico así como las representaciones de niños con cáncer y discapacidad.
A menudo ella trabaja con materiales naturales como piedra, arena, pigmentos vegetales. Morales dice que ella cree en Dios como una "esencia" la cual existe en todas partes del universo. Por esta razón, ella crea altares como obras artísticas tales como “Altar a la madre tierra” la cual utiliza piedras de río así como piedras de Tajin pyramid. En su trabajo, hay influencias de mexicanos indígenas, especialmente en sus textiles los cuales son inspirados en el bordado tradicional mexicano. Su exhibición del 2011 lak'ech, a lak'en (Yo soy tu otro tú, tu eres mi otro yo) incluye altaress, dibujos y pinturas hechas con pinturas naturales y piedra, utilizando la cosmología maya. Artículo de crítica Bertha Taracena afirma que en su obra reciente "muestra su convicción de que las tradiciones Hispánicas y su mágico esplendor tienen relevancia en la actualidad".